# كين نيلسون (رجل أعمال)
كين نيلسون (بالإنجليزية: Kenneth Nelson)‏ هو شخصية أعمال بريطاني، ولد في 23 فبراير 1962.